# Nêçîrvan Barzanî
Nêçîrvan Îdrîs Barzanî (Koerdisch: نێچیرڤان بارزانی of Nêçîrvan Îdrîs Barzanî; geboren op 21 september 1966) is een Koerdisch-Iraaks politicus die sinds maart 2012 de eerste minister is van de Koerdische Regionale Regering. Hij was ook eerste minister van maart 2006 tot augustus 2009.

## Levensbeschrijving
Barzanî werd geboren in 1966 in de omgeving van Barzan in het noorden van Irak. In 1975 ging zijn familie in ballingschap naar Iran. Tijdens deze ballingschap vergezelde Nêçîrvan zijn vader Îdrîs vaak op officiële bezoeken in het Midden-Oosten en Europa, wat de basis legde voor Nêçîrvans latere politieke carrière.

### Naam
Het woord nêçîr betekent "jacht" in het Koerdisch, en nêçîrvan betekent "jager". Dit is een gebruikelijke jongensnaam onder etnische Koerden. Dezelfde naam vindt men in het Perzisch, waar naxçir "jacht" betekent en naxçirban "jager". De familienaam Barzanî verwijst op zijn beurt naar zijn afkomst uit de stad Barzan.

### Eerste stappen in de politiek
Na de plotselinge dood van zijn vader nam Nêçîrvan een actieve rol op in de Iraaks-Koerdische politiek. Hij was onder meer betrokken bij de jeugdorganisaties van de KDP, de Koerdische Democratische Partij. Nêçîrvan is de kleinzoon van Mistefa Barzanî, de stichter van de PDK, en een neef van een vorige president van de Koerdische Autonome Regio, Mesûd Barzanî.

## Politieke carrière
In 1989, op het 10e Congres van de KDP, werd Barzanî verkozen tot lid van het Centraal Comité van de partij. Hij werd vervolgens herkozen op het 11e Congres in 1993, waarbij hij ook lid werd van het Politiek Bureau. Na de Eerste Golfoorlog van 1991 nam hij deel aan de onderhandelingen met de Iraakse regering. In 1996 werd hij aangesteld tot vicepremier voor de delen van Iraaks Koerdistan die onder controle stonden van de KDP. In 2005 verzoenden de twee voornaamste partijen van Iraaks Koerdistan, de KDP en de PUK, zich met elkaar en vormden de Koerdische Regionale Regering; bij de hierop volgende verkiezingen werd Barzanî verkozen. Vervolgens werd hij in 2006 aangeduid als eerste minister van de Koerdische Regionale Regering. Zijn ambtstermijn zou normaal gezien aflopen in 2008, maar na een akkoord tussen de partijen van de meerderheid werd zijn termijn verlengd tot de verkiezingen van 2009.
Van september 2009 tot januari 2012 werd Barzanî vervangen als eerste minister door Berhem Salih, een politicus van de PUK, waarmee de KDP een coalitie had. Barzanî werd opnieuw aangeduid tot premier na een nieuw politiek akkoord tussen de regerende partijen.

## Onderscheidingen
Washington & Jefferson College, een privé-universiteit in Washington (Pennsylvania) schonk Barzanî een erediploma. De ceremonie vond plaats op 17 mei 2008.
- Gemeinsame Normdatei: 119663615X
- International Standard Name Identifier: 0000 0000 7743 2080
- LIBRIS: 333451
- Système universitaire de documentation: 262025078
- Virtual International Authority File: 120153062
- WorldCat: E39PBJf4djJ76YGDwbxqbJMF8C